# 청양읍
청양읍(靑陽邑)은 대한민국 충청남도 청양군의 군청소재지이다.

## 개요
청양읍은 금강의 지류인 금강천의 상류 지천 북안에 위치하고 있다. 동쪽은 칠갑산(561ｍ) 줄기가 남북으로 가로막아 여기에서 여러 계류를 발원시키면서 깊은 계곡을 이루고 있다. 동쪽으로는 이 산지에 있는 한티고개를 통하여 연락될 뿐 도로가 존재하지 않는다. 서쪽은 구릉이 발달하였는데, 특히 지천 유역을 따라 남북으로 길게 발달한 평야의 중앙에 위치하며 남북과 서쪽으로 도로망이 여러 갈래 뻗어 있어 청양군 교통의 중심지이다. 농, 축산물의 집산이 많으며, 정기시장이 서기도 한다.

## 법정리
- 교월리
- 군량리
- 백천리
- 벽천리
- 송방리
- 읍내리
- 장승리
- 적누리
- 정좌리
- 청수리
- 학당리

## 교육
- 청양초등학교
- 청송초등학교
- 청신여자중학교
- 청양중학교
- 청양고등학교
- 청양도서관
- 충남도립대학교

## 아파트
| 단지명       | 건설사         | 시행사       | 주소            | 입주        | 비고     |
| ------------ | -------------- | ------------ | --------------- | ----------- | -------- |
| 읍내주공     | 충일건설산업㈜ | 대한주택공사 | 고리섬들길 68-8 | 2002년 2월  |          |
| 읍내휴먼시아 | 남해종합개발㈜ | 대한주택공사 | 고리섬들길 53   | 2009년 12월 | 국민임대 |

## 문화재
부근 일대에는 많은 광산이 있으며 청양읍 읍내리에는 보물 제197호인 석조삼존불입상이 있고 국보 제58호인 철조약사여래좌상부석조대좌 ,보물 제162호, 제191호인 상, 하 대웅전이 있는 장곡사, 보물 제174호인 철조비로자나불좌상부석조대좌, 보물 제337호인 금동약사여래좌상, 보물 제18호인 정산면 서정리의 구층석탑, 적곡면 적곡리의 도림사지석탑 등의 명승고적이 있다.